# That Sounds Good to Me
„That Sounds Good to Me” (în engleză Asta îmi sună bine) este un cântec compus de Pete Waterman și Mike Stock și interpretat de Josh Dubovie. Cântecul a reprezentat Regatul Unit la Concursul Muzical Eurovision 2010, în urma câștigării competiției Eurovision: Your Country Needs You.